# Красная степная (порода коров)
Красная степная — порода крупного рогатого скота молочного направления.
Порода образовалась на базе поголовья, сформировавшегося в степной зоне Новороссии от смешения местных пород коров с животными, завезёнными переселенцами из России в XVIII веке, и красными ост-фризскими коровами немцев-меннонитов, заселявшихся с 1789 года в окрестностях Мелитополя. Впоследствии порода была улучшена целенаправленным прилитием крови вильстермаршских, англерских и красных датских коров.

## Характеристика
Животные равномерного красного окраса, от светло-коричневого до тёмно-красного, встречаются белые пятна в нижней части. Рост 126—129 см, костяк лёгкий, туловище удлинённое. Голова лёгкая, средней величины, вымя хорошо развито. Средний вес племенных коров составляет 450—500 кг, быков — 700—800 кг. Вес телят при рождении — 26—30 кг. Животные сухой, плотной, крепкой конституции.
Животные красной степной породы хорошо переносят жару, периодические летние засухи и хорошо используют растительный покров южных степей. Благодаря этому свойству красный степной скот распространился на огромных территориях от Кубани и Северного Кавказа до Средней Азии и Западной Сибири. На протяжении многих десятилетий поголовье красного степного скота занимало значительную долю от общего поголовья крупного рогатого скота в Союзе ССР, а в отдельных регионах достигало 90 %.
В условиях интенсификации молочного животноводства красная степная порода активно вытесняется более продуктивными и приспособленными к машинному доению и промышленным технологиям. Однако в трудных климатических условиях засушливых территорий, при недостатке сочных кормов красная степная является единственной районированной породой.

## Продуктивность
Мясные качества породы невысоки, убойный выход не превышает 50 %. При средних и высоких показателях удойности жирномолочность и белковомолочность ниже средних. Продуктивные качества породы в племенных хозяйствах повышают гибридизацией. В результате независимых усилий племенных хозяйств по улучшению качеств породы сформировались три внутрипородных типа: кубанский, сибирский и кулундинский.
Кубанский тип сформирован с использованием крови обильномолочной голштинской породы. Коровы раньше достигают продуктивного возраста, но срок хозяйственного использования у них меньше. Кулундинский тип получен прилитием крови англерской и красной датской пород и отличается жирномолочностью. Средняя удойность в породе достигает 4000—4500 кг молока в год при жирности 3,7—3,9 %.
Высокоудойные голштинцы использовались и при создании сибирского типа. Коровы этого типа крупнее других и относятся к обильномолочному типу. На племзаводе «Богодуховское» Омской области от особей-рекордсменок сибирского типа получают надои 10000—11500 кг молока, в племенных хозяйствах Крыма надои Красных степных рекордсменок 11000—12500 кг.
Улучшение показателей продуктивности породы ведется на основании оценки племенной ценности быков-производителей.